# Estádio Lujniki
A Grande Arena Esportiva do Complexo Olímpico "Lujniki" (em russo: Больша́я спорти́вная аре́на олимпи́йского ко́мплекса "Лужники́"), ou simplesmente Estádio Lujniki (em russo: Cтадион Лужники) é um estádio localizado em Moscou(pt-BR) ou Moscovo(pt-PT?), capital da Federação Russa, no distrito de Khamovniki, próximo à estação Sportivnaya do metrô de Moscou. É a casa onde a Seleção Russa de Futebol manda boa parte de seus jogos, além dos times da cidade, esporadicamente.

## História

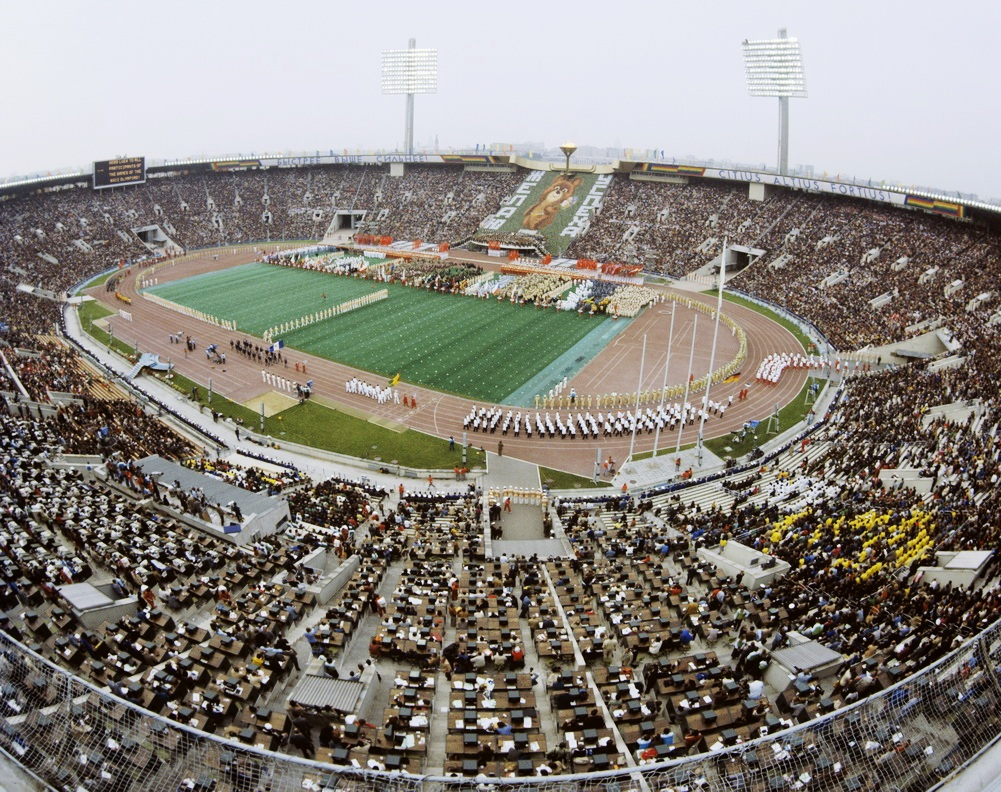
Estádio durante a cerimônia de abertura dos Jogos Olímpicos de Verão de 1980.

Inaugurado em 31 de julho de 1956, tem capacidade para 84.745 torcedores. Era o estádio onde a Seleção de futebol da URSS fazia seus jogos amistosos. Foi reformado e sediou os Jogos Olímpicos de Verão de 1980, marcado pelo boicote dos Estados Unidos e aliados e pelo mascote, o ursinho Misha, que encantou o mundo ao derramar uma lágrima na Cerimônia de Encerramento dos Jogos.
Em 15 de Setembro de 1993, o Rei do Pop Michael Jackson se apresentou no estádio em um show histórico, como parte da Dangerous World Tour. Com uma audiência estimada em 115 mil pagantes, é um recorde de público até os dias de hoje para o local.
Foi o primeiro estádio a receber um jogo da Liga dos Campeões da UEFA com grama artificial, no dia 27 de Setembro de 2006, com o jogo FC Spartak Moscovo 1 - 1 Sporting Clube de Portugal. Recebeu a final da Liga dos Campeões da UEFA de 2007-08, quando o Manchester United venceu o Chelsea, nos penâltis por 6 a 5, após um empate em 1 a 1 no tempo normal e prorrogação.

### Copa do Mundo de 2018
O estádio Lujniki recebeu sete partidas da Copa de 2018, entre elas a abertura, uma das semifinais e a final.
| Data        | Hora  | 1ª equipe | Placar        | 2ª equipe      | Fase             | Público |
| ----------- | ----- | --------- | ------------- | -------------- | ---------------- | ------- |
| 14 de Junho | 18:00 | Rússia    | 5 – 0         | Arábia Saudita | Grupo A          | 78,011  |
| 17 de Junho | 18:00 | Alemanha  | 0 – 1         | México         | Grupo F          | 78,011  |
| 20 de Junho | 15:00 | Portugal  | 1 – 0         | Marrocos       | Grupo B          | 78,011  |
| 26 de Junho | 17:00 | Dinamarca | 0 – 0         | França         | Grupo C          | 78,011  |
| 1 de Julho  | 17:00 | Espanha   | 1 (3) – (4) 1 | Rússia         | Oitavas-de-final | 78,011  |
| 11 de Julho | 21:00 | Croácia   | 2 – 1         | Inglaterra     | Semi-finais      | 78,011  |
| 15 de Julho | 18:00 | França    | 4 – 2         | Croácia        | Final            | 78,011  |